# Neoneurus mantichorus
Neoneurus mantichorus är en stekelart som beskrevs av Shaw 1992. Neoneurus mantichorus ingår i släktet Neoneurus och familjen bracksteklar. Inga underarter finns listade i Catalogue of Life.